# Crescimento reptante

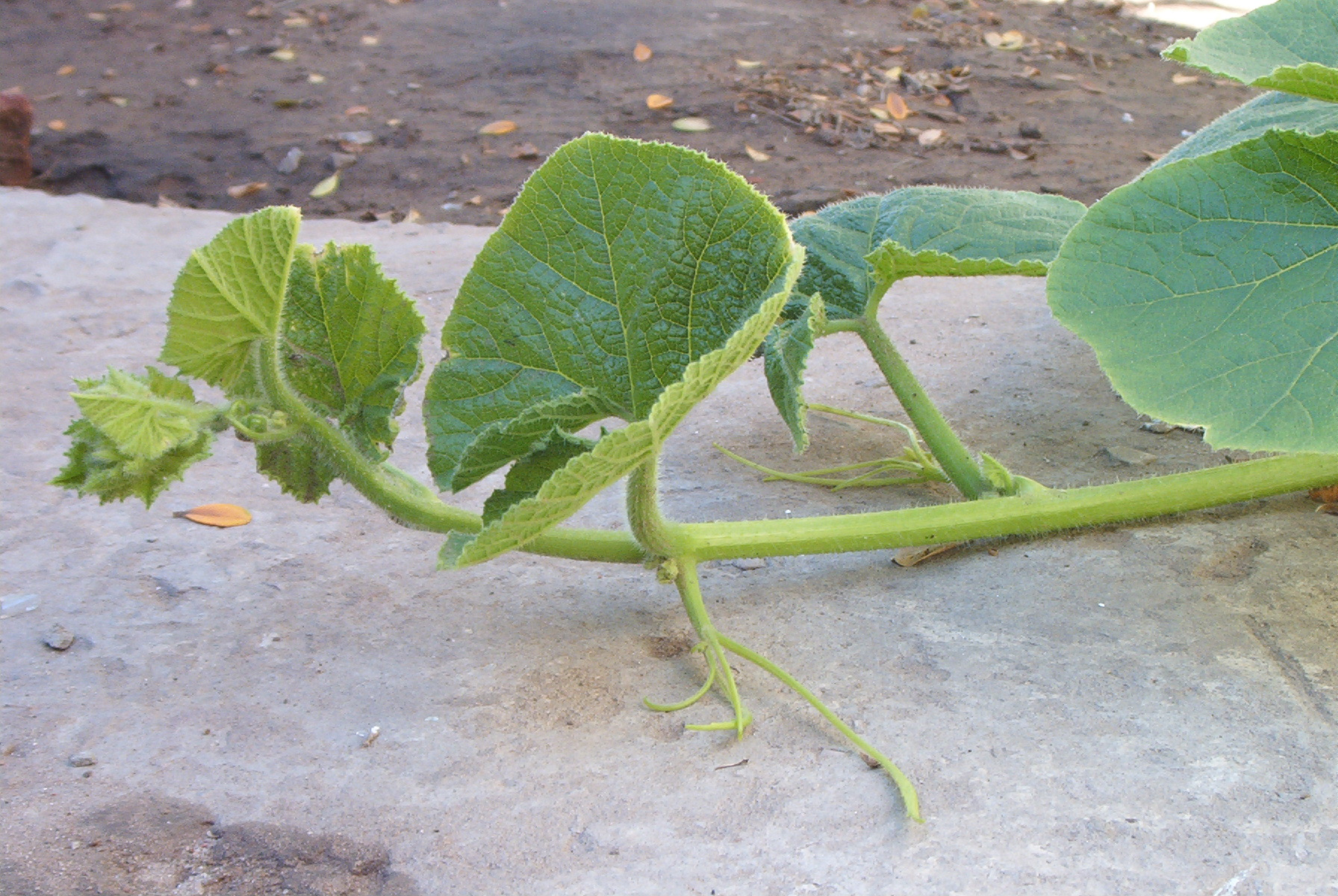
Caule decumbente de uma variedade trepadora de Cucurbita maxima.

Crescimento reptante (de réptil) é um termo botânico que se refere ao modo como algumas plantas crescem emitindo brotos da maneira rastejante seguindo o solo ou a estrutura do hospedeiro, geralmente formando um tapete. As plantas com este hábito são geralmente designadas por «planta postrada» ou «planta decumbente» e os respectivos caules são designados por «caule prostrado» ou «caule decumbente» (em contraponto com os caules erectos da maioria das plantas).